# Bisdom Angoulême
Het bisdom Angoulême (Latijn: Dioecesis Engolismensis; Frans: Diocèse d'Angoulême) is een Frans bisdom met bisschopszetel in Angoulême, gesticht in de 3e eeuw. De grenzen van het bisdom vallen samen met de grenzen van het departement Charente. De zetelkerk is sinds 1128 de kathedraal Sint-Pieter van Angoulême. 
In de 8e eeuw was Salvius van Valencijn bisschop. Hij werd later heilig verklaard.
Het bisdom is sinds 2002 suffragaan aan het aartsbisdom Poitiers. Daarvoor was het suffragaan aan het aartsbisdom Bordeaux. Sinds 9 november 2015 is de bisschop Mgr. Hervé Gosselin.
Poitiers (aartsbisdom) · Angoulême · La Rochelle · Limoges · Tulle